# Кам'яногірка (Жмеринський район)
Кам'яногі́рка — село в Україні, у Станіславчицькій сільській громаді Жмеринського району Вінницької області. До 1946 року село називалося Дзялів.

## Назва
7 червня 1946 р. село Дзялів Станіславчицького району отримало назву «Кам’яногірка» і Зялівську сільську Раду названо Кам’яногірською.

## Історія
У середньовічі переважна більшість поселень на Поділлі засновувалися місцевою шляхтою (зем'янами), яка проживала, як правило, в укріплених місцях, таких як Кам'янець, Брацлав, Вінниця, а на своїх землях залишала інколи по декілька людей, що ходили на лови, пасікували і обробляли землю. Згодом місцевість заселялася прибульцями із західних регіонів, у тому числі і з Польщі. Переселення із Заходу на Схід активізувалося з другої половини XVI століття, особливо після Люблінської унії 1569 р. Найбільше йому сприяли Ян Саріуш і Томаш Замойські.
Село Кам'яногірка (стара назва Дзялів, Зялів) з'явилося наприкінці XV — початку XVI століття. У 1540 р. воно належало зем'янинові Федору Булгаковичу Зяловському. Скоріш за все, це володіння перейшло до нього від батька — пана Булгака, землі якого знаходилися по сусідству із землями Васька Копистеринського, з одного боку, а з іншого — включали Гнилу Руду (назва Гнила збереглася донині) вздовж річки Мурафи, аж до Корчмаровців (Кацмазова). У їхній власності були також Овраги і Нижня Кропивна, яку близько 1600 р. вони передали Байбузам. До 1602 р. Дзялів знаходився у власності польських панів Якушинецьких. Після їх трагічної загибелі тимчасовими володарями Дзялова, як і Будьок, Витави, Якушинець, Харчукового хутора, стали поляки Русановські.
У 1613 р. Дзялів (Зялів) належав панам Ґольським, потім перейшов до Єви Янковської, родом із польського містечка Ґольська. Дзялів разом з маєтком пані Єва отримала у спадок після смерті Бартоломея Ґольського, так само, як і с. Станіславів (Станіславчик) після смерті барського старости, воєводи руського Станіслава Ґольського, і наступного року продала їх Станіславу Жолкевському — коронному гетьману, який після С. Гольського отримав Барське староство. У 1629 р. Дзяловом володіють Замойські, а з другої половини XVII i у XVIII столітті — Потоцькі.
Неподалік від Дзялова, на західній його околиці, існувало ще одне прадавнє поселення під назвою Тенпонки. Знаходилося воно під лісом «Кленем»(сьогодні «Клев») біля струмка, що впадає в річку Мурафу. Хто заснував село невідомо. Кажуть, що це було єврейське поселення, яке згодом знищили чи то татари, чи то козаки. Скоріш за все, місцеве населення само залишило селище, перебравшись до Шаргорода, адже польський король дозволив його жителям упродовж 20 років не платити жодних данин і повинностей, і саме ця обставина могла спричинити міграцію єврейського населення Тенпонків до Шаргорода, який до того ж був захищений мурами, а у 1588 р. отримав магдебурське право. Звичайно, якась частина людей залишилася в Тенпонках. У 1614 р. Томаш Замойський передав село у володіння шляхтичам Івашківським. Подальша доля поселення невідома. Ймовірно, що частина його мешканців переселилася до навколишніх сіл і асимілювалася, змішавшись з місцевим населенням. Лише західна окраїна Дзялова (Камяногірки) і до тепер в народі називається «Жидівською».
Свідченням того, що село має давню історію є вузькі покручені вулиці, несиметричної чи радіальної будови. Наявність цвинтаря, що знаходився в забудові села, а таке розміщення несумісне з християнськими звичаями. Наші предки цвинтарі започатковували на значній відстані від поселень, враховувався час на його заповнення. Вони вірили у привидів і боялися поширення заразних хвороб. Від одного з цвинтарів залишився великий кам'яний хрест. Місцеві люди стверджують, нібито тут поховано церковного служителя. Хрест знаходиться неподалік колишньої садиби колгоспу ім. Г. І. Котовського. За редакцією Є. Сіцінського «Приходы и церкви Подольской Епархии» записано наступне: «с. Дзялов — находится в 10 верст на юг от станции Жмеринка. Оно расположено в холмистой местности, большие сады украшают его. До 1836 г. деревня состояла из двух приходов — Успенского и Михайловского, а в зтом году Успенский был упразнен. С 1847 г. к зтому приходу приписана деревня Алексеевка. Ныне в деревне Дзялове числится 1557 душ прихожан, в Алексеевке — 847 душ. Занимаются они хлебопашеством, кроме того промышляют извозом, выжиганием извести из местного камня — извеетняка. В приходе проживают два семейства евреев. До 1836 г. в Дзялове существовала деревянная церковь в честь Успения Писвятая Богородицы, которая всем году была розобрана — Другая церковь во имя святого Архистратега Михаила была позже разобрана и заново отстрена на новом месте. Деревянное здание однокупольное прихожанам обошлось 11000 рублей. В приписаной деревне Алексеевке имеется храм в честь Покрова Присвятой Богородицы. Деревянный храм построенный в 1874 г. на сумму 4000 рублей пожертвованных прихожанами. В Дзялове церковно-приходская школа с 1880 г., с 1895 г. помещение новое, весьма удобное здание. В с. Алексеевке школа грамоты с 1884 г. по 1896 г. также имеет хорошее удобное здание.»
(Копію зробив В. В. Захаров, м. Кам'янець-Подільський 1901 р., сторінка 273.)Автор А. Крилов в своїй праці «Населенные места Подольской губернии» про село Дзялів пише:
|  | Дзялов (принадлежал Н. В. Стомерову и К.К. Боднажевскому). Дворов 362, жителей 1785. с. Алексеевка принадлежит М. А. Боднажевской, дворов 173, жителей 923, расстояние от уездного города 43 верст, к волости 5 верст, к станции Жмеринка 10 верст |

В 1923 році існувала Дзялівська сільська рада Станіславчицької волості Подільської губернії. Вона нараховувала 1867 жителів: православних 1834, католиків 15, євреїв 21. Дві початкових школи, у яких навчалось 26 хлопчиків, 19 дівчаток. В школі міністерських училищ і в церковно-приходській школі: хлопчиків — 47, дівчаток — 15. Разом 124 учні.
У дореволюційний час у Кам'яногірці проживало чимало заможних селян. Серед них Комісарик Яків Васильвич, який мав досить міцне господарство, воно було обнесене кам'яним муром і займало площу в 30 соток. Господарство мало велику кількість рогатої худоби, овець, свиней, курей, дві пари коней, добротні господарські приміщення. Світлий просторий будинок ютив велику дружну і роботящу родину. Проте обробити 80 га землі, яка їй належала разом із 10 гектарами лісу, сім'я була не в змозі. Тому Яків Васильович наймав сезонних робітників, з якими вчасно розраховувався за виконану роботу. У нього також працювали жінки, що пряли куделі (кужелі). Перша машина-молотарка у селі належала йому. Але подальша доля підприємливого і ініціативного господаря та його родини було невтішною як і всіх, кого записали у період колективізації до «буржуазного елемента» під назвою «куркулі». Химар, так звали у селі новоявленого куркуля Якова Комісарика, був змушений під загрозою розправи віддати усе нажите добро до колгоспу, а п'ятеро його дітей пішли працювати у новоутворене колективне господарство. У дружини Якова, Оляни, був рідний брат Кирило. Його власне господарство було істотно слабілим, ніж у сестри, проте в період колективізації він намагався чинити опір і не міг змиритись із добровільною передачею майна до колгоспу. Невдовзі його вислали разом із сім'єю до Сибіру. Три важкі зимові місяці у холодному двохосному вагоні, маючи із собою лише пилку, сокиру і лопату, голодні і напівживі вони їхали у необжиті, незвідані землі. У дорозі з голоду і холоду померло троє дітей. Та після прибуття на місце висилки випробування не скінчились. Як і інші засланці, жили в землянках, каторжно працювали, але віри не втрачали. Пізніше збудували будинок, почали займатись промислами, сім'я зростала.

### Роки Німецько-радянської війни
У роки німецько-нацистської окупації в селі Дзялів була створена підпільна молодіжна організація, нею керували представники ЦК ЛКСМУ Л. Іщук, М. Драгун. Учасниця цієї організації Наталя Шморгун здобула шрифт і друкувала листівки, їх поширювали серед населення. По дорозі до м. Хмельник Наталю схопили поліцаї і передали в гестапо. Президія Верховної Ради СРСР посмертно нагородила Наталю Шморгун орденом Червоного Прапора.

### Післявоєнний період
У роки холодної війни у лісі «Клев» розміщувалась ракетна військова частина. Коли міжнародна військова розвідка її розсекретила, вона була передислокована. Казарми, склади, будинки розібрані. Залишились незірвані бетонні шахти, де колись стояли ракети стратегічного значення. До них підводились потужні кабелі.
Про ліс «Буван», що росте на межі Шаргородського і Жмеринського районів, у народній пам'яті збереглися оповіді. У ньому неодноразово відбувалися подорожні порабування людей, що перевозили товар чи гроші. Розбій і пограбування вели пасинецькі і кам'яногірські розбійники. Їм вдавалось уникати
правосуддя за скоєні злочини.
Окремі у післявоєнні роки стали шукачами золота — працювали на присках, інші, вивчившись, стали учителями, інженерами, лікарями. У 60-ті роки батьки повернулись до рідної землі, щоб померти, як казали самі, а їхні діти та внуки й до сьогодні живуть і працюють в далекому, а для них уже рідному краю…
Після організації колективного господарства наявний земельний фонд сіл Кам'яногірки і Олексіївки з часом перейшов до колгоспу ім. Г. І. Котовського. В 1960 р. по Кам'ногірській сільській раді нараховувалось 1502 жителі. Колгосп спеціалізувався як зерново-тваринницьке господарство (м'ясо-молочного напрямку). Найвищих показників було досягнуто під керівництвом голови колгоспу Володимира Тарасовича Бенеди, господарство підтягнулося до рівня середніх колгоспів району
Задумуючись над майбутнім таких сіл як Кам'яногірка, Олексіївка, інших переконуєшся, що тут є природні сприятливі умови для їх підтримання і розвитку: близькість річок, ставів, асфальтованих доріг, близьке розміщення нафтопроводу «Одеса-Броди» і будівництво нафтоперекачувальної станції. Але існує незаперечний факт, що люди не можуть отримати бажаної віддачі від роботи на землі, від ведення домашнього господарства. Це змушує їх задумуватись, де застосувати себе у сучасному складному житті, де знайти таку роботу, яка б давала змогу утримувати себе і сім'ю, як потурбуватись про їх майбутнє? І не завжди знаходять відповідь. Народна мудрість мовить: «Риби шукає, де глибше, а людина — де ліпше».
За господарської діяльності на землях с. Олексіївка колишнього підприємця Олександра Володимировича Суворова була застосована передова технологія обробітку посівних площ, використана сучасна техніка. При цьому люди переконались, що можна мати значно кращі результати праці на наших землях. Селяни чекають твердої виваженої політики держави у розв'язку назрілих питань.